# ديريك وليامز (لاعب كرة قدم أمريكية)
ديريك وليامز (بالإنجليزية: Derrick Williams)‏ هو لاعب كرة قدم أمريكية أمريكي، ولد في 6 يوليو 1986 في واشنطن العاصمة في الولايات المتحدة.

## وصلات خارجية
- ديريك وليامز على موقع مرجع كرة القدم المحترفة.كوم (الإنجليزية)